# Seychellia lodoiceae
Seychellia lodoiceae is een spinnensoort in de taxonomische indeling van de Telemidae.
Het dier behoort tot het geslacht Seychellia. De wetenschappelijke naam van de soort werd voor het eerst geldig gepubliceerd in 1980 door P. M. Brignoli.